# Ermenegildo Zegna
Ermenegildo Zegna (pronunciado como IPA: [ˈdzeɲa]) é uma empresa de alta-costura fundada em 1910 em Trivero, Itália pelo alfaiate e empreendedor homônimo. 
A companhia é geralmente referida como Zegna e rapidamente ganhou reputação por produzir ternos de lã de muito boa qualidade. No fim da década de 1930, o empreendedor empregava mil trabalhadores. Em 1942, a empresa foi rebatizada Ermenegildo Zegna e Filhos, visto que dois filhos de Ermenegildo, Aldo (nascido em 1920) e Angelo (nascido em 1924), juntaram-se à companhia. Por volta de 1955, Ermenegildo Zegna e Filhos já empregava 1.400 trabalhadores.
Os ternos da Zegna, muito populares na Itália, foram primeiro vendidos nos Estados Unidos em 1938, embora, em virtude dos altos preços, sua venda tenha sido feita em números limitados durante os tempos da depressão e da guerra americana.
Aldo e Angelo Zegna assumiram o controle da companhia em 1966, quando o pai morreu aos 74 anos. Todos os ternos de Zegna eram feitos sob medida até 1968, quando então os irmãos lançaram a linha de ternos prontos para venda comercial. A nova linha foi produzida na fábrica Zegna localizada em Novara, na Itália. Em 1973, outra fábrica foi aberta na Espanha e, em 1975, na Grécia. A fábrica grega foi fechada dois anos depois, em virtude de ser tida como não lucrativa. Em 1977, foi aberta uma produção na Suíça, a qual emprega 800 trabalhadores atualmente. Embora a maioria dos ternos da empresa seja produzida em série, a maioria dos ditos "premium suits" são ainda feitos sob medida.

## Marcas do Grupo
- Ermenegildo Zegna
- Su Misura
- Zegna Sport
- Z Zegna
- Agnona
- Longhi Pelletteria